# 駐德英軍
駐德英軍（英語：British Forces Germany，缩写为）是1949年至2020年间英軍外駐在德國的部隊，由現役官兵和文職人員組成。首支駐德英軍部隊為建立於第二次世界大戰後的英國萊茵軍團（BAOR）。2020年後英軍駐德剩餘單位轉至英國駐德陸軍麾下所屬。
儘管現今駐德英軍的規模與萊茵軍團時代相比已經不大，但仍是英國人數最多的一支海外駐軍。隨著冷戰結束及1990年代早期的「應變縮編計劃」國防總檢報告，駐德英軍的規模逐漸縮減。1990年代至今，駐德英軍大部分部隊集中於德國西部的北萊因－西發里亞邦及下薩克森邦，主幹部隊為師部設於黑爾福德的陸軍第1裝甲師及其支援單位。
隨著2010年英國國防部提出「國防安全和戰略評估」報告，英國將在2019年左右撤出所有在德國的常駐部隊，但和北約相關的一些訓練仍會在德國進行。

## 歷史
英軍駐德始於二戰後的盟軍佔領德國時期，規模隨著冷戰而逐漸擴大，發展到鼎盛時大致包含了英國陸軍第1軍（已解散）及4個師級部隊：第1裝甲師、第2裝甲師、第3裝甲師及第4裝甲師。而自1955年起，駐德英軍更接替原「邊境控制處」的角色，負責德國國內邊界邊防工作。
隨著冷戰結束，萊茵軍團和駐德皇家空軍遭到裁撤，使駐德英軍的人數減少了近3萬人，奧斯納布呂克的基地也在2009年關閉。
2020年2月24日，驻德英军的最后一个军事指挥部关闭，至此絕大多數英国部队撤离德国，並改編為英國駐德陸軍，保留了约185名军事人员和60名国防部文职人员。

## 组织
駐德英軍在解散前，主要駐紮於北萊因－西發里亞、下薩克森兩邦、在二戰結束時均位於前英國佔領區的範圍內。除第1裝甲師師部所在的黑爾福德及臨近的比勒費爾德外，居特斯洛、霍內及帕德博恩等地均有英軍軍營或住宅區等設施，另有萊茵駐屯區內的萊茵達倫基地。而在2008年，駐德英軍估計每年替德國當地經濟帶來15億歐元的增幅。
德國及歐陸等地的英軍駐外部隊和人員，由英國駐德支援司令部（United Kingdom Support Command (Germany)）提供行政支援，該司令部亦直接管轄德國境內的4個英國陸軍駐點，由一將官出任司令官，同時也兼任駐德英軍聯絡處（British Forces Liaison Organisation (Germany)）最高負責人，該組織擔任英軍和德國當地各公私部門間的聯絡管道。2012年1月成立駐德英軍指揮部（HQ BFG），取代了英國支援司令部的角色。
2012年8月後，駐德英軍約有21,500名現役軍人，加上文職人員和軍眷後，則總共有40,000人。駐德英軍第1裝甲師配有挑戰者2坦克、武士步兵战车、AS-90 Breveheart型榴彈炮、多管火箭炮、裝甲運兵車、瞪羚直升機及山貓直升機。

## 人員生活
駐德英軍自1990年起，於柏林斯潘道監獄舊址設立「斯潘道不列顛尼亞中心」，供駐德英軍及其家屬購物，並設有英國三軍廣播服務駐德廣播電台，以及各種福利設施。目前，雖然僅餘下英國陸軍駐守，但該商場仍然營業。
英國三軍廣播服務（BFBS）的節目在德國大部分地區可以FM收聽。
英國駐德陸軍橄欖球隊定期和德國當地、比利時、丹麥、荷蘭及盧森堡等國的橄欖球隊舉辦比賽。
在北愛爾蘭問題達到高峰的年代，駐德英軍人員於1988、1990年間曾成為臨時愛爾蘭共和軍的攻擊目標，造成9人（含3名平民）身亡、多人受傷。這導致英國駐軍人員的車輛不再使用軍方車牌，以減少被鎖定的機率。

## 2009年以後的主要部隊

### 第7裝甲旅
第7裝甲旅「沙漠之鼠部隊」
- 旅部：霍讷（下薩克森邦）
- 皇家蘇格蘭龍騎兵衛隊（The Royal Scots Dragoon Guards；裝甲單位）
- 莫西亞團第3營（英语：Mercian Regiment）（；裝甲步兵）
- 皇家蘇格蘭團第4營；高地營（英语：The Highlanders (Seaforth, Gordons and Camerons)）（；裝甲步兵）
- 皇家燧發槍兵團第2營（2 Battalion, Royal Regiment of Fusiliers；輕步兵）
- 第9／第12皇家槍騎兵團；威爾斯親王衛隊（英语：9th/12th Royal Lancers）（；裝甲偵察）
- 皇家馬砲兵第3團（3 Regiment Royal Horse Artillery；自走炮）
- 皇家工兵第32工兵團（32 Engineer Regiment, Royal Engineers）
- 皇家通信兵（英语：Royal Corps of Signals）第207通信中隊（207 Signal Squadron, Royal Corps of Signals）
- 皇家電機機械工兵（英语：Royal Electrical and Mechanical Engineers）第2營（2 Battalion, Royal Electrical and Mechanical Engineers）
- 皇家陸軍醫療兵第2醫療團（英语：2 Medical Regiment）
- 皇家後勤兵第2後勤支援團（2 Logistic Support Regiment, Royal Logistic Corps）
- 皇家憲兵（英语：Royal Military Police）第111憲兵連（111 Company, Royal Military Police）

### 第20裝甲旅
第20裝甲旅「鐵拳部隊」
- 旅部：森讷拉格（北萊因－西發里亞邦帕德博恩）
- 女王皇家輕騎兵（英语：Queen's Royal Hussars）（；裝甲單位）
- 威爾斯親王皇家團第1營（1st Battalion, The Princess of Wales's Royal Regiment；裝甲步兵）
- 來福槍步兵團第5營（5th Battalion, The Rifles；裝甲輕步兵）
- 約克郡團（英语：Yorkshire Regiment）第1營（1st Battalion, The Yorkshire Regiment；輕步兵）
- 第1女王龍騎兵衛隊（1st The Queen's Dragoon Guards；裝甲偵察）
- 皇家砲兵第26團（26th Regiment, Royal Artillery；自走炮）
- 皇家工兵第35工兵團（35th Engineer Regiment, Royal Engineers）
- 皇家通信兵（英语：Royal Corps of Signals）第200通信中隊（200th Signal Squadron, Royal Corps of Signals）
- 皇家電機機械工兵（英语：Royal Electrical and Mechanical Engineers）第3營（3rd Battalion, Royal Electrical and Mechanical Engineers）
- 第1醫療團（1st Medical Regiment；駐霍內）
- 皇家憲兵（英语：Royal Military Police）第110憲兵連（110th Company, Royal Military Police）

### 第1裝甲師
第1裝甲師（1st Armoured Division）
- 師部：黑爾福德（北萊因－西發里亞邦）
- 陸軍航空兵（英语：Army Air Corps (United Kingdom)）第1團（1st Regiment, Army Air Corps；山貓直升機）
- 皇家砲兵第12團（12nd Regiment, Royal Artillery；防空砲兵）
- 皇家後勤兵團第1後勤支援團（1st Logistic Support Regiment, Royal Logistic Corps）
- 皇家憲兵（英语：Royal Military Police）第1憲兵團（1st Regiment, Royal Military Police）
- 第1裝甲師通信團（1st Armoured Division Signal Regiment）

### 第102後勤旅
第102後勤旅
- 旅部：居特斯洛（北萊因－西發里亞邦）
- 皇家通信兵（英语：Royal Corps of Signals）第662通信部隊（662 Signal Troop, Royal Corps of Signals）
- 皇家後勤兵（英语：Royal Logistic Corps）第6戰區後勤團（6 Theatre Logistic Regiment, Royal Logistic Corps）
- 皇家後勤兵（英语：Royal Logistic Corps）第7戰區後勤團（7 Theatre Logistic Regiment, Royal Logistic Corps）
- 皇家陸軍醫療兵（英语：Royal Army Medical Corps）第5一般支援醫療團（5th General Support Medical Regiment, Royal Army Medical Corps）
- 皇家憲兵（英语：Royal Military Police）第5憲兵團（5th Regiment, Royal Military Police）
- 皇家陸軍獸醫兵（英语：Royal Army Veterinary Corps）第102軍犬支援隊（102nd Military Working Dog Support Unit, Royal Army Veterinary Corps）

## 司令官
以下列出英軍駐德部隊歷任司令將官：
英國駐德支援司令將官
1. 1994年―1995年：陸軍少將史考特·格蘭特（英语：Scott Grant）
2. 1995年―1997年：陸軍少將克里斯多福·朱里（英语：Christopher Drewry）
3. 1997年―2001年：陸軍少將克里斯多福·艾略（英语：Christopher Elliott）
4. 2001年―2003年：陸軍少將約翰·莫爾比克（英语：John Moore-Bick）
5. 2003年―2006年：陸軍少將大衛·比爾（英语：David Bill）
6. 2006年―2009年：陸軍少將蒙戈·梅爾文（英语：Mungo Melvin）
7. 2009年―2012年：陸軍少將尼可拉斯·卡普林（英语：Nicholas Caplin）

駐德英軍司令將官
1. 2012年－2015年：陸軍少將約翰·韓德森（英语：John Henderson (British Army officer)）

駐德英軍司令官
1. 2015年－2020：陸軍准將彭力文 (Ian Bell)

### 引用
1. 1 2 3 4 5   (PDF). Ministry of Defence.   [2012-03-02]. （原始内容 (PDF)存档于2011-10-14）. （页面存档备份，存于）
2. ↑  BFG, Commander. . September 23, 2019  [2020-08-25]. （原始内容存档于2021-03-08）. （页面存档备份，存于）
3. ↑  Chandler (2003), The Oxford History of the British Army, p. 360.
4. ↑  .   [2013-05-31]. （原始内容存档于2021-04-22）. （页面存档备份，存于）
5. ↑  . Ft.com.   [2010-10-22]. （原始内容存档于2014-08-05）. 的存檔，存档日期[日期錯誤] (2)[日期不符]，.
6. ↑  Shears, David. . London: Chatto & Windus. 1970: 261-263. OCLC 94402.
7. ↑  BBC News (2004), From occupiers and protectors to guests （页面存档备份，存于）, news.bbc.co.uk. Accessed 11 February 2006.
8. ↑  Headquarters Structure （页面存档备份，存于）, arrc.nato.int
9. ↑  .   [2013-05-31]. （原始内容存档于2019-06-25）. （页面存档备份，存于）
10. ↑  From occupiers and protectors to guests （页面存档备份，存于） BBC News
11. ↑  United Kingdom Support Command[]

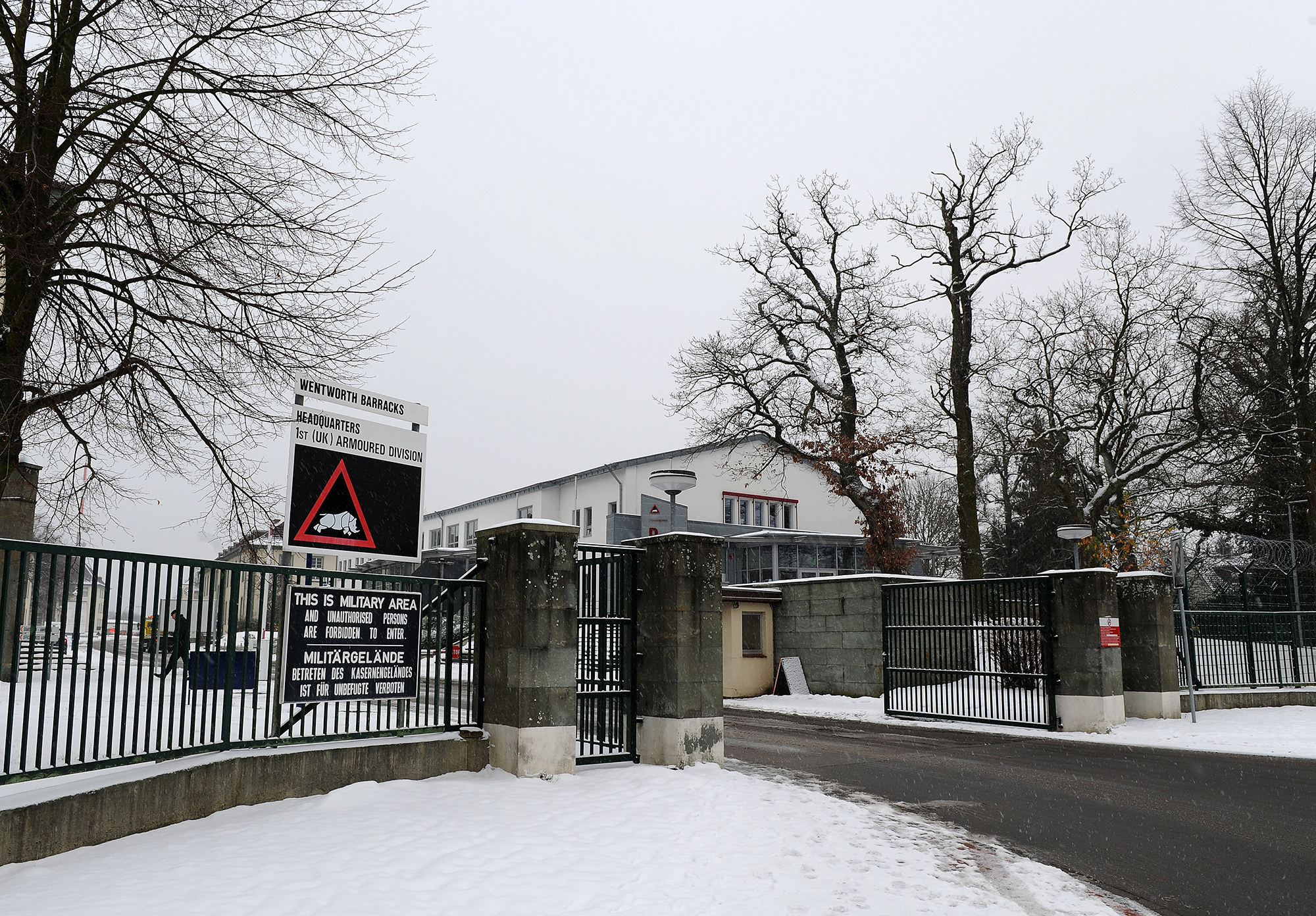
黑爾福德的英國陸軍第1裝甲師基地，該師为駐德英軍的主幹部隊

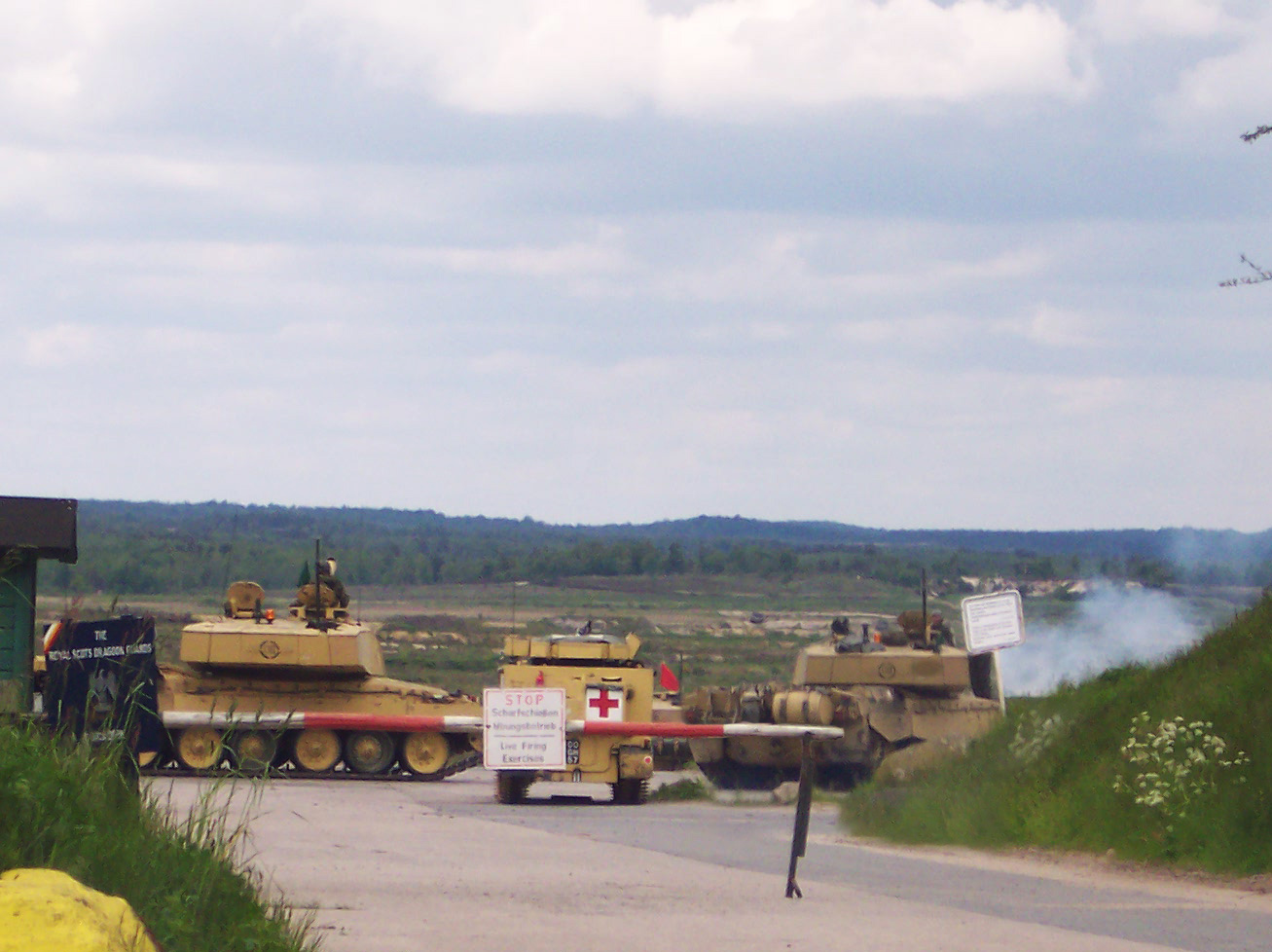
皇家蘇格蘭龍騎兵衛隊的駐德裝甲兵部隊在下薩克森邦的伯根-霍內訓練場進行實彈演習（2004年）

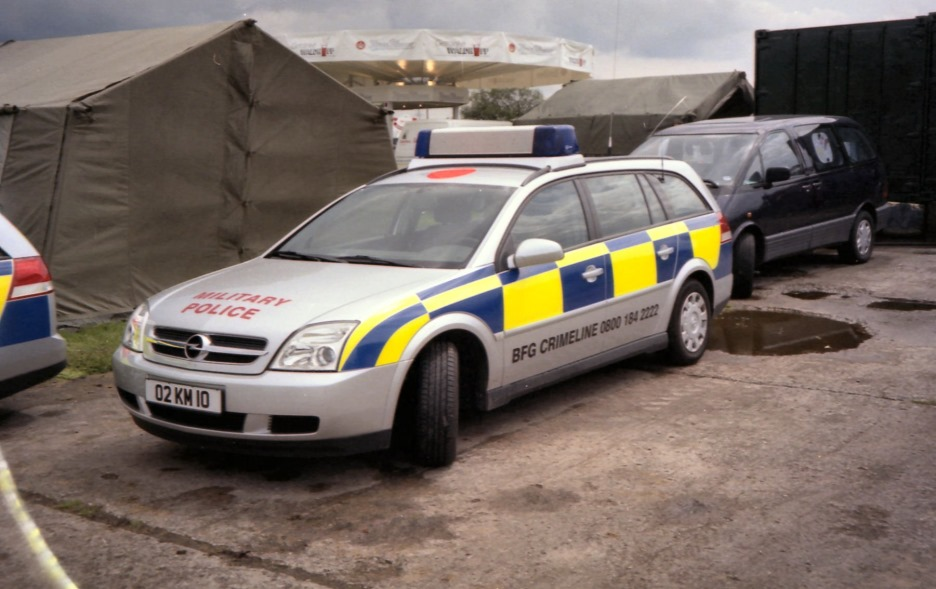
駐德英軍的憲兵巡邏車（2006年）

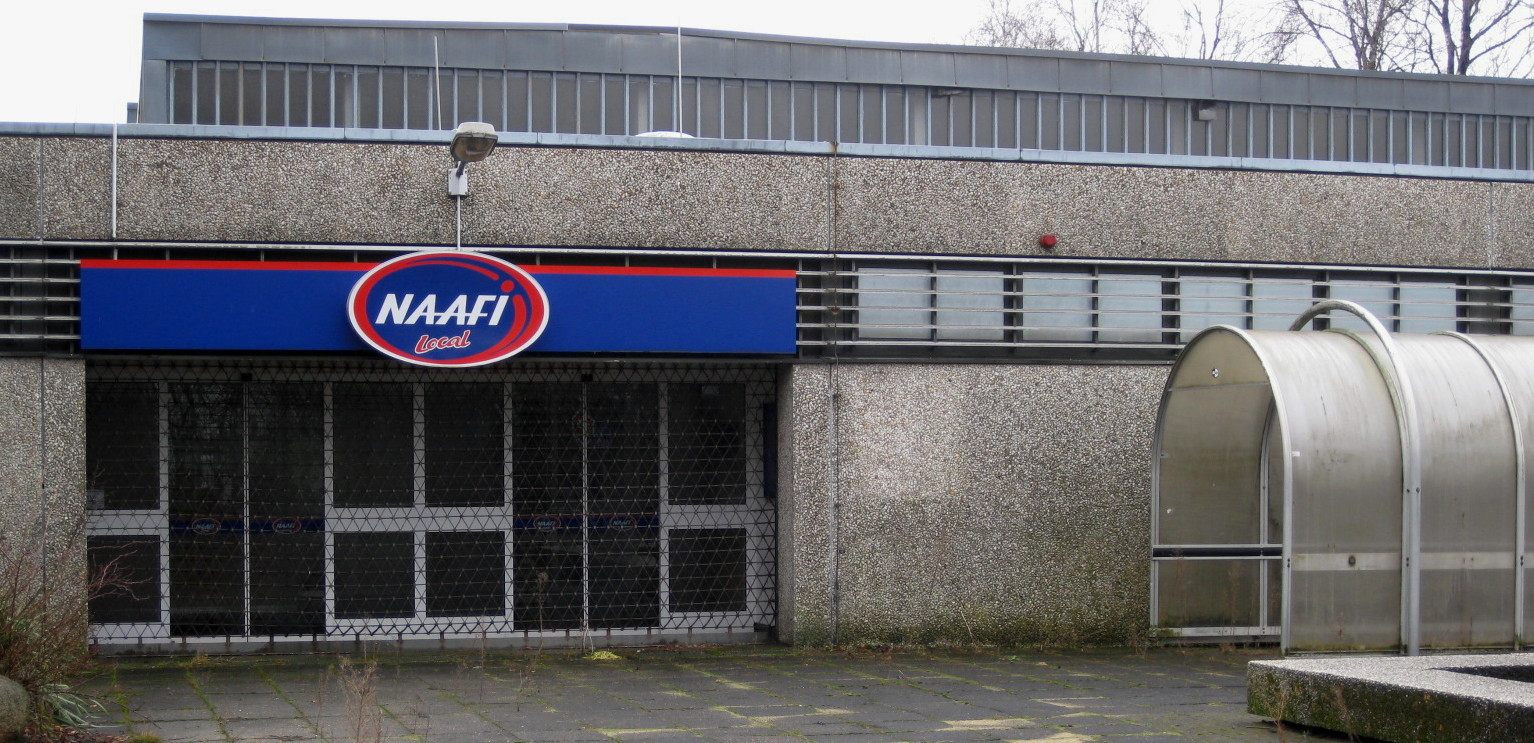
一座設在奧斯納布呂克，現已關閉的英軍福利社（2010年）

12. ↑  HQ British Forces Germany website （页面存档备份，存于）
13. ↑  British Army (Germany) Rugby 的存檔，存档日期2010-04-02. ARU website, accessed: 29 March 2010
14. ↑  Secret squad sent in to track down IRA killers （页面存档备份，存于）, Glasgow Herald, May 3, 1988
15. ↑  Amy commands 的存檔，存档日期2015-07-05.

## 外部連結
- 官方网站（駐德英軍總部網站-英國陸軍官網分頁）
- BBC News: Army to scale down Germany troops （页面存档备份，存于）, 2006-07-24
- BBC News: From occupiers and protectors to guests （页面存档备份，存于）, 2004-07-20
- British Forces Germany （页面存档备份，存于） (BFGNET website)